# Жаклина Пешевска
Жаклина Пешевска (на македонска литературна норма: Жаклина Пешевска) е политик от Северна Македония.

## Биография
Родена е на 7 авуст 1978 година в град Скопие, тогава в Социалистическа федеративна република Югославия. Завършва Технологично-металургичен факултет в Скопския университет.
В 2016 година е избрана за депутат от ВМРО – Демократическа партия за македонско национално единство в Събранието на Република Македония. На 15 юли 2020 година отново е избрана за депутат.